# Église Santa Maria in Celsano
Le sanctuaire  de Santa Maria in Celsano est une église à Rome, dans le quartier de Santa Maria di Galeria, sur la Piazza Santa Maria di Galeria. 

## Histoire
Les origines de l'église sont incertaines, ainsi que son toponyme, qui dérive soit d'un nom étrusque, soit du latin celusus. La légende populaire raconte au lieu de la découverte de l'image miraculeuse de la Madone, conservée dans l'église, sur un mûrier (en italien gelso), qui, mal prononcé, est devenu celso, d'ou celsano. 
La première attestation historique de l'existence d'une église dans le bourg de Santa Maria di Galeria remonte au XIe siècle, lorsque l'église et les terres environnantes ont été attribuées par le pape au monastère romain de San Saba. En 1433, l'église passa sous le contrôle des Orsini, qui au début du XVIe siècle la restaurèrent. Par la suite, l'église fut administrée d'abord par le monastère romain de San Paolo eremita, puis par le Collège germano-hongrois, et enfin par les jésuites, quand en 1816 elle devint le siège de la paroisse. 
Aujourd'hui, l'église est un presbytère de la paroisse de Sant'Andrea Apostolo à Osteria Nuova, dans le diocèse de Porto-Santa Rufina. 

## Art et architecture
Incorporé dans une ferme dans la campagne romaine et presque caché par les bâtiments environnants, il est construit sur les vestiges d'une citerne romaine. L'église actuelle montre clairement les signes des restaurations qui l'ont transformée en style néo-gothique entre la fin du XIXe siècle et le début du XXe siècle . 
On y accède par un escalier. La façade présente un portail en arc surmonté d'une rosace à décor de plâtre. 